# Дехуманизација уметности
Дехуманизација уметности (шп. La deshumanización del arte) је хуманистички концепт који је развио шпански филозоф Хосе Ортега и Гасет у истоименом делу из 1925. године. Тим изразом Ортега и Гасет алудира на авангардну уметност и књижевност („изми“) настале након Првог светског рата.
Већ је речено да се нови стил, узет у најширој општости, састоји у одстрањивању „људских, одвише људских“ састојака и задржавању само чисто уметничке материје. Изгледа да то имплицира велики ентузијазам за уметност. Али омеђавајући саму чињеницу и посматрајући је из другог угла налазимо у њој наличје досаде и презира.
Метафора прикрива један објекат стављајући му образину другог, и не би имала смисла ако испод ње не бисмо видели инстинкт који нагони човека да избегава реалности.— Хосе Ортега и Гасет: Дехуманизација уметности, 1925
Главни представници авангарде у Шпанији су припадници Генерације '27, међу којима се истичу песници као што су Луис Сернуда, Федерико Гарсија Лорка, Педро Салинас, Хорхе Гиљен, Рафаел Алберти и Висенте Алеисандре. Група је за узоре имала Хуана Рамона Хименеза, модернисту Рубена Дарија и симболистичку књижевност, што је представљало корак унапред у односу на претходну Генерацију '98 и њене представнике као што су Мигел де Унамуно, Антонио Мачадо, Пио Бароха и др.
Ортега и Гасет концептуализује нову естетику као „уметност за мањину“, рафинирану књижевност бекства која не уме да асимилује масу. Одлике те нове форме разумевања уметности резимирао је Висенте Гаос у својој антологији поезије Генерације '27:
1. Жеља за оригиналношу и иновативношћу (која се наслања на претходнике из периода романтизма).
2. Херметизам (која отежава њено разумевање, бежи од јасне референције).
3. Самодовољност уметности (чистота, аутентичност).
4. Антиреализам и антиромантизам (песма не треба да значи, већ једноставно да постоји; с друге стране, избегава се романтичарски субјективизам).
5. Надреализам (логичка инкохеренција, значај несвесног и снова).
6. Интрасценденција (незаинтересованост, одрицање од одговорности за вануметничку реалност и од морализма).
7. Доминација метафоре (коју у поменутом цитату наводи Ортега и Гасет).
8. Онирички језик (повезан са надреализмом).
9. Атомизација (дезинтеграција, кидање логичких веза).